# Picot lúgubre
El picot lúgubre (Dendropicos lugubris) és una espècie d'ocell de la família dels pícids (Picidae) que habita boscos clars de Sierra Leone, Libèria, Costa d'Ivori, Ghana, Togo i sud-oest de Nigèria.